# بيير لارسن
بيير لارسن (بالدنماركية: Pierre Larsen)‏ (22 يناير 1959 في الدنمارك - ) هو تاجر ولاعب كرة قدم دانمركي في مركز الوسط. شارك مع منتخب الدنمارك لكرة القدم. أما مع النوادي، فقد لعب مع فيدوفري ونادي بولدكلوبين 1903 ونادي غراسهوبر زيوريخ ونادي كوبنهاغن.

## وصلات خارجية
- بيير لارسن على موقع قاعدة بيانات كرة القدم.إي يو (الإنجليزية)
- بيير لارسن على موقع ناشيونال فوتبول تيمز (الإنجليزية)